# W potrzasku
W potrzasku (ang. When a Stranger Calls Back) – amerykański thriller z 1993 roku powstały jako produkcja telewizyjna. Sequel filmu Kiedy dzwoni nieznajomy (1979), wyreżyserowany – tak samo jak pierwowzór – przez Freda Waltona.
Film promował slogan reklamowy: „Nim powstał „Krzyk”, istniał... nieznajomy”.

## Obsada
- Carol Kane – Jill Johnson
- Charles Durning – John Clifford
- Jill Schoelen – Julia Jenz
- Gene Lythgow – William Landis